# Тынышпаев, Мухамеджан Тынышпаевич
Мухамеджа́н Тынышпа́евич Тынышпа́ев (каз. Мұхаметжан Тынышбайұлы; 12 мая 1879, Семиреченская область, Российская империя — 21 ноября 1937, Ташкент, Узбекская ССР, СССР) — казахский общественный деятель, историк, депутат Второй Государственной Думы России, первый премьер-министр Туркестанской автономии, член «Алаш Орды», первый казахский инженер-путеец, активный участник проектирования и строительства Туркестано-Сибирской магистрали. Репрессирован в 1937 году, реабилитирован в 1970 году.

## Биография

### Образование
Родился 12 мая 1879 года в предгорье Жиланды Маканчи-Садыровского района Лепсинского уезда Семиреченской области. (Точное место рождения: широта 45°38.348′N, долгота 80°42.073′E). Его отец, Тынышбай, происходил из  казахского рода Садыр племени Найман, являлся членом земельного комитета, созданного военным губернатором Семиречья генералом Г. А. Колпаковским. В 1889 году он повёз сына в город Верный на обучение. Мухамеджан успешно окончил двухгодичный подготовительный класс, после чего стал обучаться в Верненской мужской гимназии. За успешную учёбу он постоянно получал грамоты за хорошую успеваемость. Согласно его гимназической характеристике
… Тынышпаев с большим и постоянным интересом стал заниматься русской историей и историей русской литературы и культуры, в частности, он рано оказался одинаково способным и к изучению математики, и к изучению древних и иных языков, и русской литературы.
В 1899 году он окончил Верненскую гимназию с золотой медалью. По словам его сына Искандера, после того, как Мухамеджан объявил о своём намерении получить высшее образование для него был устроен губернатором Туркестанского края ещё один дополнительный сложнейший экзамен. По результатам этого экзамена Мухамеджану была выделена именная стипендия. В 1900 году поступил в Императорский институт инженеров путей сообщения имени Александра I в Петербурге благодаря ходатайству директора Верненской мужской гимназии М. Вахрушева, в которой указывалось, что
… воспитанник Тынышпаев во всех отношениях образцовый ученик и притом выдающихся способностей, и поэтому я считаю своим долгом усерднейше просить Ваше превосходительство предоставить имеющуюся в вашем распоряжении стипендию Тынышпаеву, без таковой он не сможет продолжить образование в высшем учебном заведении.
В Петербурге проживал в туркестанском общежитии, которое было организовано по предписанию генерал-губернатора Семиречья. Был взят на полное содержание, ему ежегодно выплачивали 420 рублей, из которых 60 рублей выдавались единовременно на покупку необходимой одежды, обуви и учебных принадлежностей. Практику проходил в степях Казахстана, где в то время прокладывали железную дорогу Оренбург — Ташкент.
В 1905 году сдал выпускные экзамены, защитил курсовой проект «Строительство Туркестано-Сибирской железной дороги» и получил диплом инженера путей сообщения с правом составления проектов и производства всякого рода строительных работ и с правом на чин коллежского секретаря при вступлении на госслужбу. Так он стал первым казахским инженером-железнодорожником.

### Начало трудовой деятельности
В 1906 году стал работать инженером на реконструкции Среднеазиатской железной дороги от Красноводска до Чарджоу, принял активное участие в возведении моста из металлоконструкций вместо старого деревянного через реку Амударью.
Был избран 3 апреля 1907 года в Государственную думу II созыва  от коренного населения Семиреченской области; прибыл в Санкт-Петербург 26 апреля 1907 года. Входил в Мусульманскую фракцию и Сибирскую группу, был членом Аграрной комиссии. Выступал за примирение общегосударственных и казахских национальных интересов. Когда 1 июня 1907 года председатель Совета министров России Пётр Столыпин обвинил 55 депутатов в заговоре против царской семьи дума была распущена указом Николая II от 3 июня (Третьеиюньский переворот).
После возвращения из Санкт-Петербурга в Туркестанский край в том же году принял участие в изыскательной экспедиции А. Голембиевского по изучению трассы будущей Туркестано-Сибирской магистрали на юге, от станции Арысь до реки Или.
С 1907 по 1910 год работал инженером особых поручений на строительстве железной дороги Ашхабад—Ташкент.
С 1911 года работал начальником отдела, а затем главным инженером железнодорожного строительства участка Урсатьевская—Андижан.
В 1914 году перешёл на строительство южной части Семиреченской дороги (начало Турксиба), где трудился начальником небольшого участка железнодорожной линии, а затем главным инженером линии от Арыси до Аулие-Аты (ныне Тараз).
В 1916 году участвовал в восстании казахского населения в Степном крае; был арестован.

### Краткая политическая карьера
После февральской революции 1917 года в апреле по решению Временного правительства для решения на местах вопросов управления Туркестанским краем в Ташкенте был создан Туркестанский комитет, куда был включен и М. Тынышпаев, как бывший член 2-й Государственной Думы России.
В июле 1917 года как делегат от Семиреченской области участвовал в I Всекиргизском съезде в Оренбурге и выдвинут в число делегатов на Всероссийское учредительное собрание. В конце 1917 года был избран в него в  Семиреченском избирательном округе по списку № 2 (блок социалистов).
В ноябре 1917 года был избран в Коканде премьер-министром Туркестанской автономии, но в связи с расхождением взглядов с избранным министром иностранных дел Мустафой Чокаем покинул свой пост и уехал в Ташкент, уступив тому своё место. Чокай, как премьер Туркестанской автономии, участвовал в декабре 1917 года во II Общекиргизском съезде в Оренбурге, где была провозглашена Алашская (Казахская) автономия, и вошёл в состав правительства «Алаш-Орда», председателем которого стал Алихан Букейханов.

### Советское время
В 1919 году, когда Советская власть установилась в Туркестане и Степном крае, перешёл на её сторону. В 1921 году его назначили начальником Управления водного хозяйства Наркомзема Туркестанского края в Ташкенте. В 1922 году Наркомзем назначил его на аналогичную должность в Чимкенте.
От холеры 22 июля 1922 года скончалась его жена Гульбахрам, мать его троих детей: Искандера, Фатимы и Дины. После этого он вернулся в Ташкент.
В 1924 году был приглашён в Казахский педагогический институт, открывшийся в Ташкенте, на работу преподавателем математики и физики (Сейчас это - Казахский национальный педагогический университет имени Абая, находящийся в Алма-Ате). В этот период занимался сбором информации о происхождении жузов, описывал историю казахских родов, составлял таблицы к генеалогии родов с краткими описаниями жизни и смерти ханов, батыров, биев, акынов, а также выступал с лекциями на эту тему в Туркестанском отделе Русского географического общества. Опубликовал исследования: «Коксуйский могильник и городище Кайлак», «Историческая справка о родоплеменном составе населения Ташкентского уезда», «Казахи в XVII—XVIII веке», «Победы и поражения казахов», «Материалы по истории киргиз-казакского народа». Уделял много времени общественной работе и пропаганде знаний.
В 1925 году ему была предложена должность главного инженера по благоустройству города Перовска (бывшая Ак-Мечеть), переименованного в Кызыл-Орду (Красная столица) в связи с переводом сюда из Оренбурга новой столицы Казакской АССР. Под его руководством были возведены жилые дома и административные здания из кирпича, был спроектирован и построен канал Саркырама для обеспечения Кзыл-Орды питьевой водой.
В 1925 году женился на Азизе Шалымбековой, однако их брак не продлился долго, и она с маленькой дочерью Энлик переехала в Москву.
1 марта 1926 года уехал в Алма-Ату и начал работать начальником дорожного отдела Семиреченской губернии — была построена автомобильная дорога с твёрдым покрытием Алма-Ата — Пишпек, проведены изыскания по строительству дороги Алма-Ата — Талды-Курган, предложен новый вариант дороги Алма-Ата — Хоргос.

### Поздние годы и смерть

Бюст Мухамеджану Тынышпаеву в Алматы

В январе 1927 года по настоятельному предложению Турара Рыскулова он был включен в Комитет содействия строительству Турксиба, созданный в декабре 1926 года. Принимал активное участие в подготовке «агентов эксплуатации дороги», по его инициативе были созданы курсы, на которых обучались 60 молодых казахов. Занимался разработкой проекта (известен как Чокпарский вариант) прокладки железнодорожной колеи через Чокпарский перевал, который позволил сэкономить 25 млн рублей и почти на год сократил срок строительства Турксиба. В 1928 году настоял на Балхашском варианте трассы в противовес Лепсинскому, благодаря чему было сэкономлено около миллиона рублей при строительстве и сто тысяч рублей в год при эксплуатации железной дороги. Работал над исправлением ошибки инженера-проектировщика строительства станции Алма-Ата-I.
В сентябре 1929 года начальник строительства Турксиба В. С. Шатов издал указ об образовании в составе производственного отдела Турксиба особой службы — части пути, начальником которой был назначен М. Тынышпаев.
В апреле 1930 года он вторично женился — на Амине Шейх-Али, племяннице своего старого друга Дауда Шейх-Али. Амина Шейх-Али сопровождала свою родственницу Магипарваз Шейх-Али (жену генерал-майора Махмуда Шейх-Али, в девичестве Алкину) в поездке из Уфы в Алма-Ату, которая в конце декабря 1929 г. была предупреждена сотрудником ОГПУ о готовящемся аресте и была вынуждена уехать из Уфы.
Первый раз был арестован 3 августа 1930 года, но после долгого следствия преступных улик не было обнаружено. При следующем аресте ему было предъявлено обвинение по событиям 1917 года, когда он короткое время был премьер-министром Туркестанской автономии, и 20 апреля 1932 года тройка при ПП ОГПУ определила ему 5 лет ссылки в Воронеже. Под надзором работал в техотделе Управления постройки новой железной дороги Москва—Донецк.
После возвращения из ссылки в 1936 году поехал на строительство железной дороги Кандагач—Гурьев, где сильно простудился, заболел, после чего вернулся в Ташкент.
Перед новым арестом, отправил жену Амину с пятилетним сыном Давлетом к её родственникам в Уфу, где по его настоянию она дала сыну свою фамилию — Шейх-Али.
21 ноября 1937 года был вновь арестован и, как бывший член «Алаш Орды» и как «враг народа», расстрелян.
29 сентября 1959 года реабилитирован решением Верховного суда Казахской ССР, а в феврале 1970 года — Прокуратурой СССР и Военным прокурором Туркестанского Военного округа.

## Память
- В Центральном музее железнодорожного транспорта Казахстана первому казаху инженеру-железнодорожнику Мухамеджану Тынышпаеву посвящён отдельный раздел, где собраны многочисленные документы, фотографии, ряд публикаций в прессе, имеется лента документального фильма, снятого сыном Мухамеджана Тынышпаева — Искандером в годы его обучения во ВГИКе.
- В Алматы в честь Мухамеджана Тынышпаева была переименована улица в Турксибском районе. На доме, где он проживал, установлена мемориальная доска.
- Имя Тынышпаева было присвоено Казахской академии транспорта и коммуникаций, в которой 13 сентября 2000 года был установлен его бюст.
- В городе Сарканде установлен памятник М. Тынышпаеву (2007).
- В городе Астана в районе железнодорожного вокзала также есть улица, носящая имя Мухамеджана Тынышпаева.
- В городе Усть-Каменогорске в 2019 году улица Октябрьская переименована в улицу Тынышпаева.
- Алматинский областной историко-краеведческий музей имени М. Тынышпаева в Талдыкоргане

## Сочинения
- Краснореченские развалины и город Баласагын // Известия туркестанского отдела Русского Географического общества. Ташкент, 1924. Том 17;
- Материалы к истории киргиз-казахского народа. Ташкент, 1925;
- Киргиз-казаки в XVII и XVIII веках: Историческая справка и племенной состав населения Ташкентского уезда // Труды общества изучения Казахстана. Кзыл-Орда, 1926. Том 7. Выпуск 2;
- Коксуйские развалины и город Кайлак // Труды общества изучения Казахстана. Кзыл-Орда, 1926. Том 7. Выпуск 2;
- Ак-табан-шубрынды // Бартольд В.В. Туркестанские друзья, ученики и почитатели. Ташкент, 1927.

## Семья

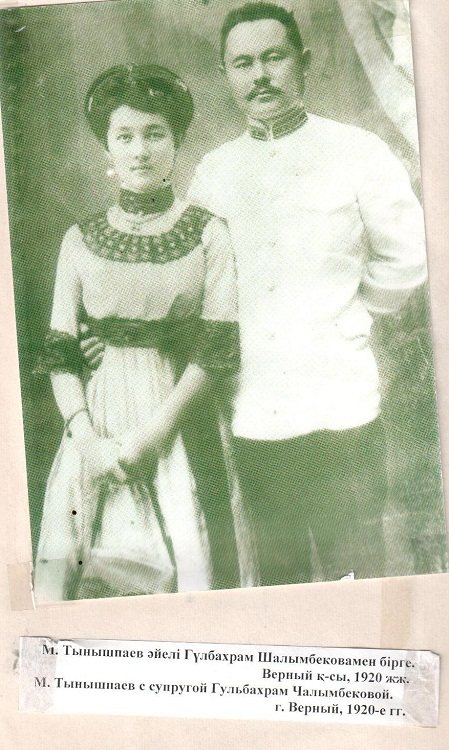
Мухаметжан Тынышпаев с супругой Гульбахрам Шалымбековой, г. Верный, 1920 год

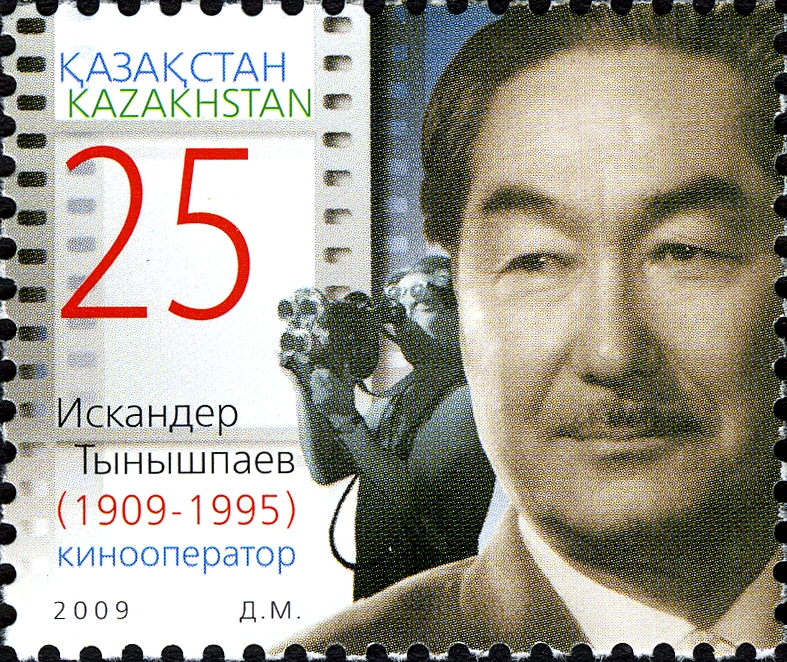
Искандер Тынышпаев на почтовой марке Казахстана, 2009

- Супруга по первому браку Гүлбахрам Шалымбекова, скончалась в 1923 году от холеры[9].
  - Сын от первого брака Искандер Мухамеджанович Тынышпаев (1909, Ашхабад — 1995, Алматы) — кинооператор и кинорежиссёр. Окончил ВГИК в 1933 году, после ареста отца был репрессирован и провёл 10 лет в ГУЛАГе. Член Союза кинематографистов СССР (с 1958 года), народный артист Казахстана (1994 год)[10]. От Искандера Тынышпаева остались две дочери — Марина и Елена. Марина — сурдопедагог, жена известного казахстанского певца Алибека Днишева, Елена — журналистка одного из республиканских телеканалов.
  - Дина Мухамеджановна Бутина (1912—2005), дочь от первого брака, окончила Московский институт цветных металлов, работала  горным инженером в Магадане, в последние годы  жила в Алма-Ате. Её супруг Айтжан Мухамеджанович Бутин (1906—2003) — видный государственный деятель Казахской ССР. Сын Дины Мухамеджановны, Исатай Бутин, был главным врачом в Алма-Аты, ныне на пенсии, супруга Исатая, Мереке Бутина, — руководитель профсоюзов медицинских работников Казахстана.
  - Фатыма, дочь от первого брака,  умерла в 1996 году, её дочери Назифы, кандидата медицинских наук, тоже уже нет в живых.
- Супруга по второму браку Азиза Шалымбекова, до брака с Тынышпаевым была супругой его шурина по первому браку Садуакаса Шалымбекова, скончавшегося в один год со своей сестрой в 1923 году, вышла замуж за Мухамеджана Тынышпаева по обычаю аменгерства[9].
  - Дочь  от второго брака Енлик Малыбаева, родилась в 1926 году, работала до пенсии заведующей кафедрой иностранных языков в политехническом институте в Алма-Ате, скончалась в 2009 году в возрасте 83 лет[9]. Две её дочери живут в Америке, ещё одна дочь и сын — в Алма-Ате.
- Супруга по третьему браку Тынышпаева Амина Ибрагимовна — в девичестве Эмине (Амина) Ибрагимовна Шейх-Али, двоюродная племянница Дауда Махмудовича Шейх-Али (1879—1954), ученого-селекционера Алма-Атинской опытной станции, профессора (1927—1944)[11].
  - Сын от третьего брака Давлет Мухамеджанович Шейх-Али — родился 10 февраля 1931 г.[12] был назван в честь деда Тынышпаевой Амины Ибрагимовны — Давлета-Мурзы Магомедовича Шейх-Али (1811—1880) — первого ученого-этнографа Дагестана, подполковника русской армии, наместника Управления магометанскими народами, кочующими в Ставропольской губернии[13]. Всю жизнь прожил в Уфе: окончил школу, институт, без малого полвека работал в УФНИИ - БашНИПИнефть. За это время Давлет Шейх-Али-Тынышпаев защитил кандидатскую и докторскую, прошел путь от инженера до заведующего научным отделом института - отдел свойств пластовых флюидов. Докторская диссертация посвящена динамике свойств нефтей в зависимости от времени эксплуатации месторождений. В 2005 году переехал на родину отца в Алма-Ату. В настоящее время он живёт попеременно то в Алма-Ате, то в Уфе, то в Чикаго.[14].
    - Внук Аскар Давлетович Шейх-Али, физик-металловед, проработав несколько лет в Национальной лаборатории высоких магнитных полей (США, Флорида, Таллахасси) и защитив в Канаде (университет МакГил) докторскую диссертацию, вернулся в Казахстан, ныне профессор Казахстанско-Британского технического университета в Алма-Ате.